# Indisponibilité du corps humain
L’indisponibilité du corps humain est une expression utilisée par la Cour de cassation française pour dénommer ce qu’elle qualifie de « principe essentiel du droit français » selon lequel le corps humain ne serait pas une chose pouvant faire l’objet d’un contrat ou d’une convention, posant ainsi des limites à la libre disposition de soi. Plus précisément, le corps humain est en dehors du commerce juridique. 
Un principe de « non-patrimonialité », qui est plus souple, puisqu’il ne s’agit plus que d’interdire les conventions lucratives (conventions conférant une valeur patrimoniale aux organes de la personne) est admis à la place dans de nombreux pays. Au regard des multiples exceptions à l’indisponibilité du corps humain dans la loi française, il a pu être argumenté que cette règle de non-patrimonialité (quoiqu'elle-même non dénuée d’exceptions) décrirait mieux le droit positif français que le prétendu principe d’indisponibilité du corps humain.
Ce principe peut être lié à la notion de dignité de la personne humaine.

## En France
« Élaboré par la doctrine jusnaturaliste, le principe d’indisponibilité du corps humain trouve, entre autres, sa consécration jurisprudentielle avec la prohibition de la maternité de substitution en 1991. »

— Borrillo 2011, p. 93-94
Le principe d’indisponibilité du corps humain serait une règle non écrite, mais dont l’existence est affirmée depuis 1975 par la Cour de cassation.
En France, ce principe se rattacherait à la notion de dignité, inscrite dans le Code civil (art. 16 sq.) depuis les lois de bioéthique de 1994 (alors que cette notion existe peu, par exemple, dans le droit américain). Toutefois, le Comité consultatif national d’éthique (CCNE) avait formulé cette notion dès le début des années 1980.
Le corps est ainsi affirmé par certains auteurs res extra commercium. Le Code civil, antérieurement à la réforme de l’ordonnance du 10 février 2016, disposait ainsi :
« Il n’y a que les choses qui sont dans le commerce qui puissent être l’objet des conventions. »
— Article 1128 ancien du Code civil
Les problèmes posés par la conception du corps comme chose, même comme une chose hors commerce, ont été soulignés par d’autres auteurs,. Cette prohibition a été remplacée par celle, plus générale, des contrats dont les stipulations dérogent à l’ordre public (formulation qui ne fait plus référence « aux choses ») :
« Le contrat ne peut déroger à l’ordre public ni par ses stipulations, ni par son but, que ce dernier ait été connu ou non par toutes les parties. »
— Article 1162 du Code civil

### Gestation pour autrui
Selon le principe d’indisponibilité du corps humain, en France, on ne pourrait pas vendre ou louer une partie ou l’ensemble de son corps : la gestation pour autrui est interdite, entre autres, à ce titre.
« Attendu que, la convention par laquelle une femme s’engage, fût-ce à titre gratuit, à concevoir et à porter un enfant pour l’abandonner à sa naissance contrevient tant au principe d’ordre public de l’indisponibilité du corps humain qu’à celui de l’indisponibilité de l’état des personnes »
— Cass. Ass. plén., 31 mai 1991, pourvoi no 90-20.105, Bull. civ. 1991, no 4, p. 5
De manière générale, toute convention, ou contrat, qui aurait pour objet tout ou partie du corps humain, ou un produit du corps humain, serait nulle selon ce principe, qui souffre au moins plusieurs exceptions.
Commentant l’arrêt de la Cour de cassation du 31 mai 1991, la juriste Marcela Iacub a écrit :

« Il fallait condamner ces pratiques au nom de règles qui n’existaient pas, tout en faisant comme si l’on appliquait un droit préexistant — bref, se faire législateur lorsque l’on est un honorable magistrat de la Cour de cassation. (…)
C’est ainsi qu’ils invoquèrent les principes de l’indisponibilité du corps humain et de l’état civil des personnes qui, aussi sympathiques qu’on puisse les trouver, ont le défaut majeur de ne décrire en rien le droit positif dans lequel on peut disposer, dans des modalités particulières, certes, tout aussi bien de son corps que de son état civil. »

— Iacub 2004, p. 222-223

### Principe de non-patrimonialité du corps humain
La philosophe Corine Pelluchon, admettant que le principe de l’indisponibilité du corps humain ne décrivait pas le droit positif français, a avancé qu’un principe « de non-patrimonialité » décrivait mieux l’état du droit :

« le principe d’indisponibilité du corps humain qui suppose que “je ne dispose pas de mon corps” est suspendu dans le droit français, puisque le don des produits et éléments corporels est autorisé. Il a été remplacé, dans la loi du 29 juillet 1994, par celui de non-patrimonialité, qui interdit de vendre son corps et s’inscrit dans la philosophie autorisant, dans les limites fixées par la loi, le don gratuit de son sang, de ses organes et de ses gamètes. »

— Pelluchon 2009

### Don d’organes et de sang
Parmi les exceptions au principe d’indisponibilité du corps humain, il existe, dans des conditions précisées par la loi (notamment, la gratuité et l’intention altruiste), la possibilité de donner du sang, de la moelle osseuse ou un rein, par exemple, hors de tout commerce. La vente d’organes est en effet interdite en France depuis la loi du 22 décembre 1976 dite Caillavet relative aux prélèvements d’organes. Les Établissements français du sang (EFS) vendent le produit des dons (sang, plaquettes…) aux cliniques et hôpitaux, afin d’assurer le financement de leurs frais de fonctionnement, le tarif étant fixé par l’État. Les donneurs ne sont pas rémunérés, conformément aux lois de bioéthique de 1994 et 2004.

### Commerce de cheveux, d'ongles, de poils, de dents et de lait
Au sujet des contrats de nourrice allaitantes et de la vente de cheveux et d’ongles, Aurel David remarque : « l’importance théorique de telles ventes [avait] toujours échappé à l’observation ». Le Code de la santé publique dispose :
« Ne sont soumis aux dispositions du présent livre ni les produits du corps humain pour lesquels il est d’usage de ne pas appliquer l’ensemble des principes qu’énoncent les articles L. 1211-1 à L. 1211-7, ni les éléments et produits du corps humain prélevés et utilisés à des fins thérapeutiques autologues dans le cadre d’une seule et même intervention médicale, sans être conservés ou préparés à aucun moment au sein d’un organisme ou d’un établissement autorisé en application de l’article L. 1243-2. »
— Article L1211-8 du Code de la santé publique
« Ne sont pas soumis aux dispositions du présent titre les produits du corps humain désignés ci-après :
1. Les cheveux ;
2. Les ongles ;
3. Les poils ;
4. Les dents. »

— Article R1211-49 du Code de la santé publique

### Prélèvement d’organes après décès
Après un décès au sens légal, il est possible de prélever des organes (y compris, depuis 2006, à cœur arrêté, quand la personne n’est pas encore en état de mort cérébrale) à condition que la personne de son vivant n’ait pas manifesté une opposition formelle. Il ne peut pas être fait commerce de ces prélèvements.

### Mutilation
Les automutilations ou les conventions de mutilations sont, entre autres, contraire au principe de l’indisponibilité du corps humain (les mutilations infligées par autrui, sans consentement de l’intéressé, sont contraires au principe d’inviolabilité du corps humain). Toutefois, la circoncision est parfois perçue comme une mutilation . La chirurgie de réattribution sexuelle est elle aussi parfois perçue comme une convention de mutilation.
La stérilisation comme méthode contraceptive a été autorisée par la loi du 4 juillet 2001 relative à l’interruption volontaire de grossesse et à la contraception, créant en particulier l’article L2123-2 du Code de la santé publique :
« La ligature des trompes ou des canaux déférents à visée contraceptive ne peut être pratiquée sur une personne mineure. Elle ne peut être pratiquée sur une personne majeure dont l’altération des facultés mentales constitue un handicap et a justifié son placement sous tutelle ou sous curatelle que lorsqu’il existe une contre-indication médicale absolue aux méthodes de contraception ou une impossibilité avérée de les mettre en œuvre efficacement. »
— Article L2123-2 du Code de la santé publique

### Interruption volontaire de grossesse
L’Interruption volontaire de grossesse (IVG) est, chez l’être humain, au-delà d’un phénomène physiologique concernant la femme enceinte, un phénomène social. La conquête du droit à l’IVG constitue une part importante du mouvement féministe, mettant en avant le principe de la « libre disposition de son corps » par la femme contre celui de l’indisponibilité du corps humain et contre celui du droit de naître.
Écrivant en 1972, dans une perspective canadienne mais alors que l’IVG était tout autant interdite en France, Édith Deleury écrit : « Ce principe que l’homme n’est pas propriétaire de son corps justifierait, selon certains, les règles [d’interdiction] relatives à l’avortement (Cf. art. 251 et s. du Code criminel) ».

### Suicide et euthanasie
Classiquement, « l’interdiction de l’euthanasie constitue l’une des applications du principe d’indisponibilité du corps humain ». L'euthanasie surtout volontaire représente avec le suicide y compris assisté pour motifs médicaux « l’acte extrême de disposition ».

### Prostitution
Le juriste Henri Oberdoff relève l’existence d’un débat : « Un débat se développe et se poursuit, à nouveau, concernant la prostitution, autour d’une opposition entre la propriété de son corps que l’on pourrait utiliser à son gré ou au contraire son inaliénabilité et donc l’impossibilité de le « louer ». Ce débat oppose les tenants de la liberté des prostitués souhaitant la reconnaissance d’un métier du sexe et de la prohibition interdisant la prostitution et organisant la pénalisation de tous les acteurs de ce commerce ».